# Истман, Иван
Иван Леклэр Истман (англ. Ivan Leclare Eastman; 1 апреля 1884, Уистермен — 28 февраля 1949, Уосеон) — американский стрелок, чемпион летних Олимпийских игр, капрал.
Истман принял участие в летних Олимпийских играх в Лондоне в двух дисциплинах. Он стал чемпионом в стрельбе из армейской винтовки среди команд и разделил 13-е место в стрельбе из винтовки на 1000 ярдов.